# شهرستان کایلهون
شهرستان کایلهون (به لاتین: Kailahun District) یک منطقهٔ مسکونی در سیرالئون است که در استان شرقی، سیرالئون واقع شده‌است. شهرستان کایلهون ۳٬۸۵۹ کیلومتر مربع مساحت و ۵۲۵٬۳۷۲ نفر جمعیت دارد.